# Liolaemus pacha
Espèce
Statut de conservation UICN

 LC  : Préoccupation mineure
Liolaemus pacha est une espèce de sauriens de la famille des Liolaemidae.

## Répartition et habitat
Cette espèce est endémique de la province de Tucumán en Argentine. Elle vit dans la pré-puna. Le paysage est composé de larges roches, de petits buissons et des hauts cactus Trichocereus pasacana.

## Publication originale
- (en) Juárez Heredia, Robles & Halloy, 2013 : A new species of Liolaemus from the darwinii group (Iguania: Liolaemidae), Tucumán province, Argentina. Zootaxa, no 3681, p. 524–538.